# Nino Marcelli
Nino Marcelli (Bratislava, 29 maggio 2005) è un calciatore slovacco, centrocampista dello Slovan Bratislava e della nazionale Under-21 slovacca.

## Carriera

### Club
Marcelli è cresciuto nel settore giovanile dello Slovan Bratislava ed ha debuttato in prima squadra il 19 luglio 2023 nell'incontro dei turni preliminari di Champions League vinto 2-0 contro lo Swift Hesperange.

### Nazionale
Ha giocato nella nazionale slovacca Under-19.
Nel 2023 è stato selezionato dalla nazionale Under-20 slovacca per disputare il campionato mondiale di calcio Under-20 2023; successivamente ha giocato anche nella nazionale slovacca Under-21.

## Statistiche

### Presenze e reti nei club
Statistiche aggiornate al 1º dicembre 2024.
| Stagione                    | Squadra                     | Campionato                  | Campionato | Campionato | Coppe nazionali | Coppe nazionali | Coppe nazionali | Coppe continentali | Coppe continentali | Coppe continentali | Altre coppe | Altre coppe | Altre coppe | Totale | Totale | Totale |
| Stagione                    | Squadra                     | Comp                        | Pres       | Reti       | Comp            | Pres            | Reti            | Comp               | Pres               | Reti               | Comp        | Pres        | Reti        | Pres   | Reti   |        |
| --------------------------- | --------------------------- | --------------------------- | ---------- | ---------- | --------------- | --------------- | --------------- | ------------------ | ------------------ | ------------------ | ----------- | ----------- | ----------- | ------ | ------ | ------ |
| 2022-2023                   | Slovan Bratislava II        | 2L                          | 16         | 3          |                 | -               | -               |                    | -                  | -                  |             | -           | -           | 16     | 3      |        |
| 2023-2024                   | Slovan Bratislava II        | 2L                          | 1          | 0          |                 | -               | -               |                    | -                  | -                  |             | -           | -           | 1      | 0      |        |
| Totale Slovan Bratislava II | Totale Slovan Bratislava II | Totale Slovan Bratislava II | 17         | 3          |                 | -               | -               |                    | -                  | -                  |             | -           | -           | 17     | 3      |        |
| 2023-2024                   | Slovan Bratislava           | SL                          | 26         | 10         | CS              | 2               | 1               | UCL+UEL+UECL       | 3+2+3              | 1                  |             | -           | -           | 36     | 12     |        |
| 2024-2025                   | Slovan Bratislava           | SL                          | 15         | 2          | CS              | 0               | 0               | UCL                | 5+7                | 1+0                |             | -           | -           | 28     | 3      |        |
| Totale Slovan Bratislava    | Totale Slovan Bratislava    | Totale Slovan Bratislava    | 41         | 12         |                 | 2               | 1               |                    | 20                 | 2                  |             | -           | -           | 63     | 15     |        |
| Totale carriera             | Totale carriera             | Totale carriera             | 58         | 15         |                 | 2               | 1               |                    | 20                 | 2                  |             | -           | -           | 80     | 18     |        |

## Palmarès

### Club

#### Competizioni nazionali
- Campionato slovacco: 2

Slovan Bratislava: 2023-2024, 2024-2025